# Zvezd
Zvezd (Servisch: Звезд) is een plaats in de Servische gemeente Vladimirci. De plaats telt 813 inwoners (2002).

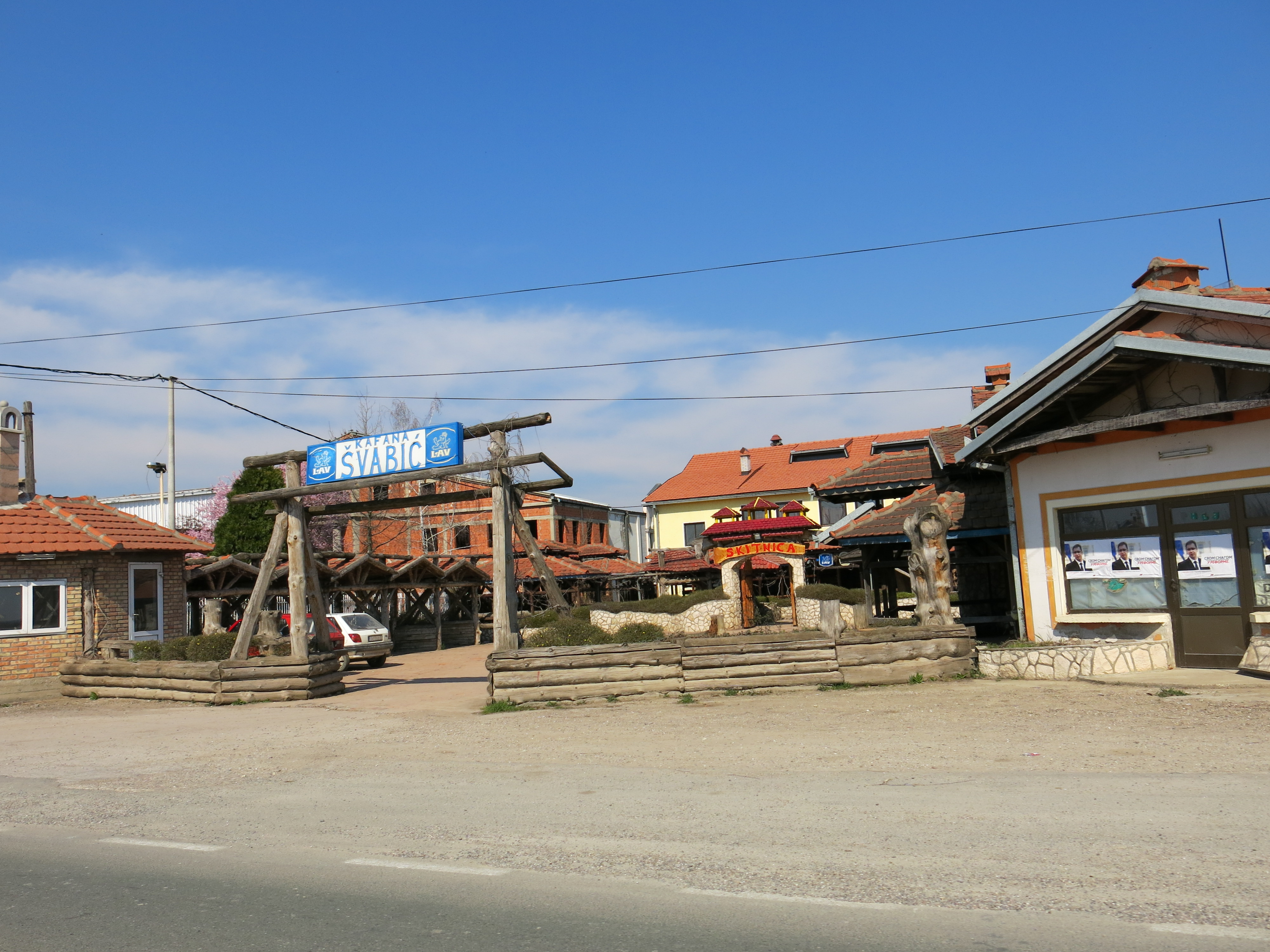
Woningen in Zvezd